# Mayadin (nahija)
Nahija Mayadin je nahija u okrugu Mayadin, u sirijskoj pokrajini Deir ez-Zor. Po popisu iz 2004. (prije rata), nahija je imala 86.091 stanovnika. Administrativno sjedište je u naselju Mayadin.